# Hain-Bänderschnecke

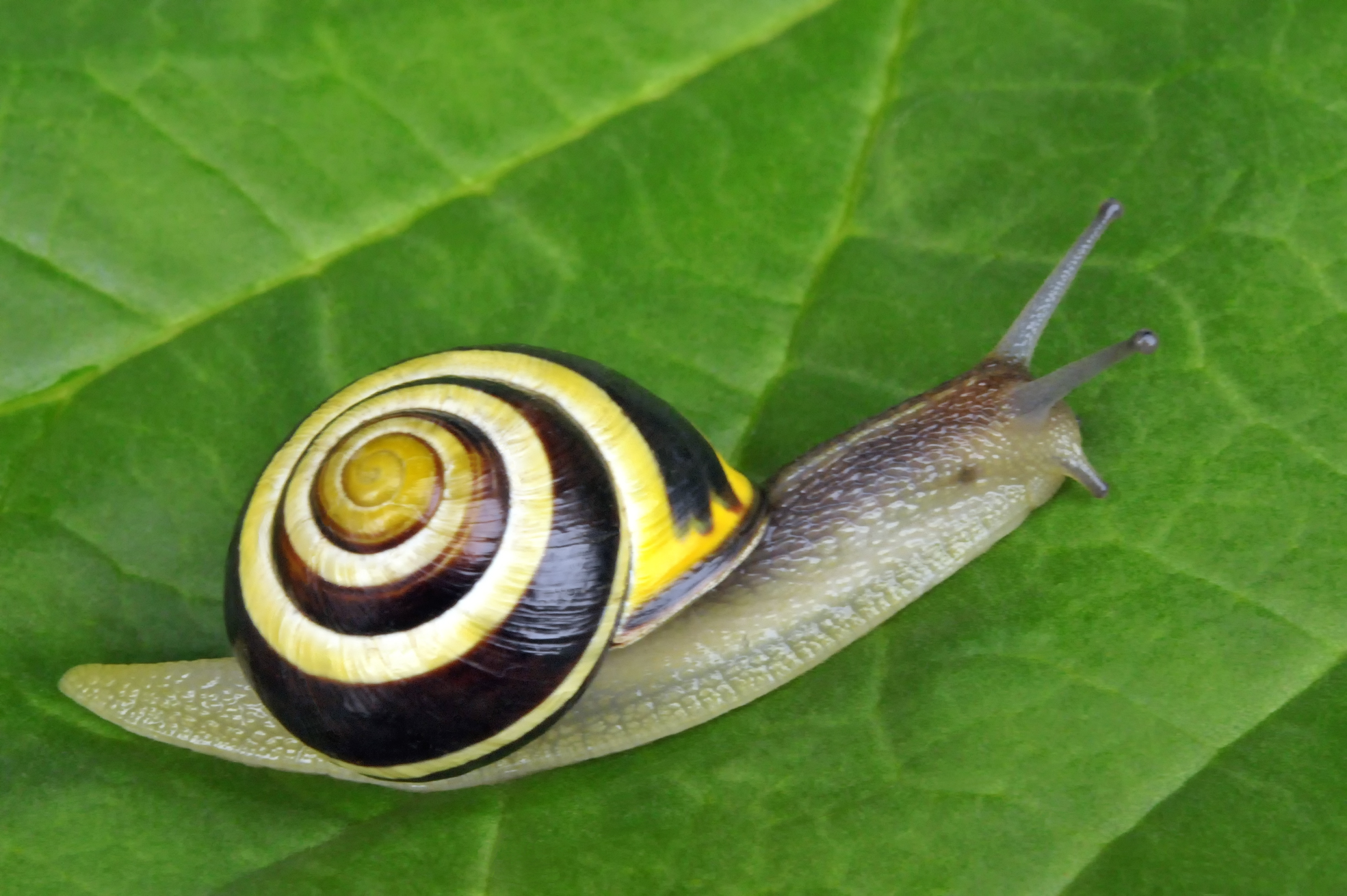
Hain-Bänderschnecke

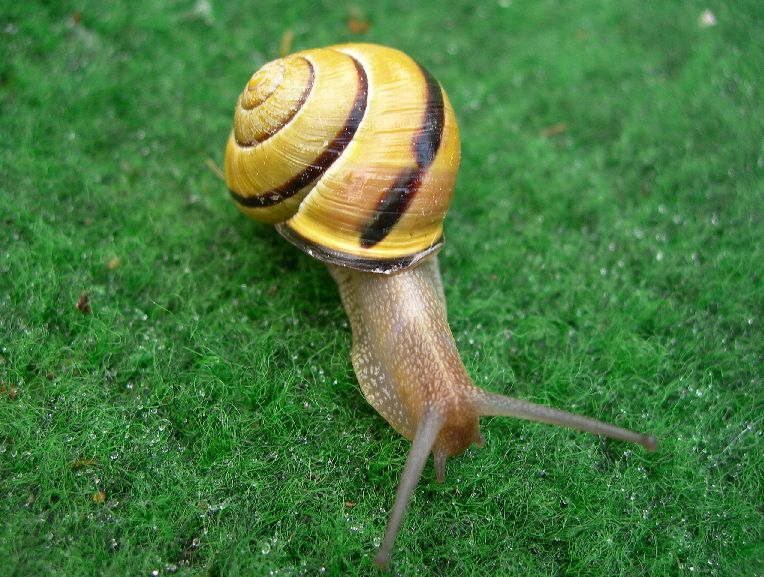
Hain-Bänderschnecke mit gelbem Haus

Die Hain-Bänderschnecke (Cepaea nemoralis) – auch Hain-Schnirkelschnecke oder Schwarzmündige Bänderschnecke genannt – gehört zur Familie der Schnirkelschnecken (Helicidae), die zur Ordnung der Lungenschnecken (Pulmonata) gerechnet wird und kann leicht mit der nah verwandten Garten-Bänderschnecke (Cepaea hortensis) verwechselt werden.

## Merkmale
Das Gehäuse der Hain-Bänderschnecke ist im Gesamthabitus kugelförmig mit einem konischen Gewinde mittlerer Höhe. Die Außenlinie ist nahezu gerade und es werden bis etwa 5,5 Windungen ausgebildet, die relativ rasch und gleichmäßig zunehmen. Die Mündung fällt im Adultstadium rasch aus der Spiralebene ab. Die Größe des Gehäuses ist recht variabel, es misst im Adultstadium meist etwa 17 bis 18 mm in der Höhe und 21 bis 23 mm in der Breite, selten auch bis 28 × 32 mm. Der Nabel ist meist vom Mundsaum verdeckt, selten noch ein wenig offen. Die Schale ist meist relativ dick und fest. Die Oberfläche ist glänzend und mit feinen, unregelmäßigen Anwachsstreifen versehen. Der Rand des Mundsaums ist relativ dünn und leicht nach außen gebogen. Er besitzt auf der Innenseite eine verdickte Lippe, außen ist er braun bis fast schwarz gefärbt. Nur selten kommen Exemplare vor, die einen helleren Mundsaum haben (und deshalb mit der Garten-Bänderschnecke leicht verwechselt werden können).
Die Grundfarbe des Gehäuses ist meist leuchtend gelb oder bräunlich rot, oft aber auch weiß oder gelblich. Es kommen jedoch auch andere Färbungen vor. In Nordfrankreich, Belgien und den Niederlanden kommt beispielsweise eine Variante mit einer violettbraunen Grundfarbe häufig vor. Das Gehäuse kann einfarbig gelb oder rotbraun sein, meist weist es jedoch bis zu fünf dunkelbraune (oder fast schwarze), spiralige Bänder auf. Einzelne Bänder können miteinander verschmelzen oder auch fehlen. Die Hain-Bänderschnecke und die nahe verwandte Garten-Bänderschnecke (Cepaea hortensis) gehören hinsichtlich ihrer Färbung zu den variabelsten heimischen Landschnecken überhaupt (Farb-Polymorphismus).
Die Grundfarbe des Weichkörpers reicht von gelb bis zu dunkelgrau und bräunlich, ja fast schwarz. Die Runzeln sind meist dunkler als die Grundfarbe. Die meisten Exemplare besitzen einen kielähnlichen Streifen auf dem Rücken, der bei dunklen Tieren meist etwas heller ist, bei hellen Tieren etwas dunkler ist. Der Kopf und die Fühler sind in der Regel immer dunkler als der Rest des Körpers. Die Sohle ist hell bis dunkelgrau gefärbt, häufig mit etwas dunkleren Seitenfeldern.
Von vier Unterarten gelten zwei (Cepaea nemoralis sepulta und  C. n. tonnensis) als ausgestorben. Lediglich Cepaea nemoralis nemoralis (L.) und die seltener vorkommende Unterart C. n. etrusca (Rossmässler 1835) gelten als rezent.

## Ähnliche Arten
Die Art wird sehr leicht mit der nahe verwandten Garten-Bänderschnecke verwechselt. Andere Arten kommen aber kaum in Betracht. Der wesentliche äußere Unterschied zu dieser besteht in der dunklen Gehäusemündung; die Garten-Bänderschnecke besitzt eine helle Gehäusemündung. Allerdings gibt es auch (einige wenige) Ausnahmen, d. h., dass manche Exemplare der Hain-Bänderschnecke auch eine helle Mündung aufweisen können. Des Weiteren besitzt die Hain-Bänderschnecke drei oder weniger Drüsenanhänge am Genitalapparat, die Garten-Bänderschnecke hingegen vier oder mehr. Sie ist meist größer und die Seitenlinie ist fast gerade, im Gegensatz zur Garten-Bänderschnecke, deren Seitenlinie etwas gewölbt ist. Außerdem sind die Klingen der Liebespfeile bei der Hain-Bänderschnecke ungegabelt, bei der Garten-Bänderschnecke gegabelt.

## Vorkommen und Lebensweise
Die Schneckenart ist in West- und Mitteleuropa weit verbreitet, vor allem in Gärten, Parks, auf Friedhöfen, aber auch in lichten Wäldern, Gebüschen, Heckenreihen und feuchten Hochstaudenfluren. In für die Art optimalen Biotopen wurden Besiedlungsdichten von bis zu 100 Tieren pro m2 festgestellt. Die vertikale Verbreitung reicht von der Ebene bis ins Gebirge. In den Alpen steigt sie bis auf 1200 m an, in den Pyrenäen bis auf 1800 m. Im Westen bilden die Pyrenäen die Südgrenze, dann quer durch Südfrankreich zu den Alpen. Die Nordgrenze der Verbreitung erreicht auf den Britischen Inseln Mittelschottland, in Skandinavien Südschweden, Südnorwegen und das südliche Finnland (meist nur die Küstenbereiche). Die östliche Grenze in Mitteleuropa war etwa die Oder, wobei sich das Verbreitungsgebiet entlang der Ostsee noch bis zum früheren Ostpreußen erstreckte. Ursprünglich fehlte sie auch weitgehend im Gebiet von Tschechien. Entlang der Südgrenze kommt sie in den italienischen Alpengebieten, Österreich und im westlichen Ungarn natürlich vor. Sie ist inzwischen jedoch weiträumig durch den Menschen (synanthrop) verschleppt worden. Inzwischen kommt sie auch in Nordamerika vor.
Sie ernährt sich hauptsächlich von abgestorbenen oder verrotteten Pflanzenteilen, aber auch von verschiedenen frischen Pflanzen, Algen und Pilzen. Sie wurde auch schon an Aas, vor allem an anderen toten Schnecken fressend beobachtet.

## Fortpflanzung

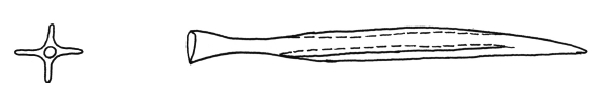
Liebespfeil

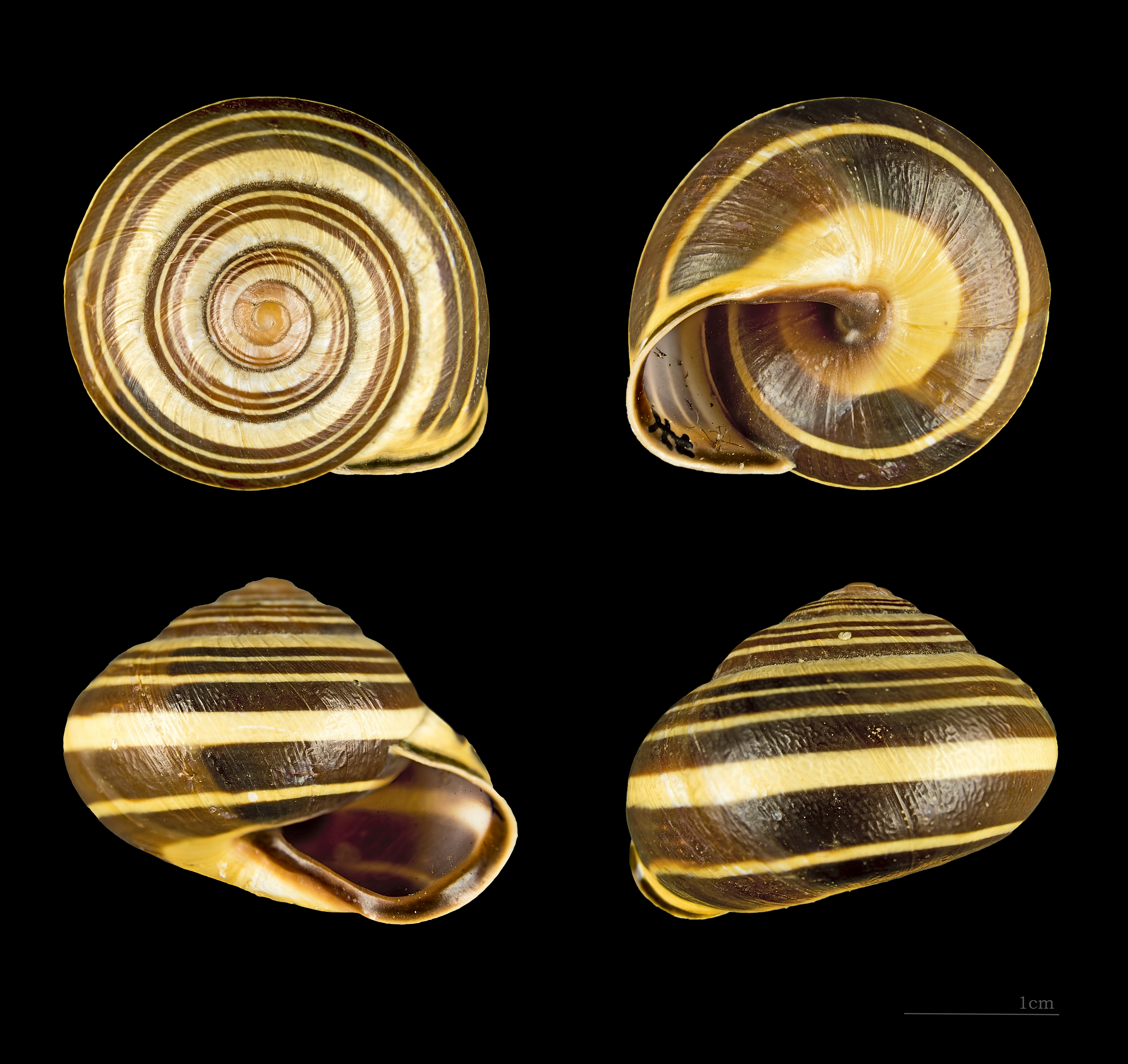
Cepaea nemoralis

Die Tiere werden geschlechtsreif, wenn das Gehäuse seine Endgröße erreicht hat. Sie sind wie alle Landlungenschnecken Zwitter, die sich gegenseitig befruchten. Selbstbefruchtung kommt aber nicht vor. Die Paarung findet meist im Frühjahr statt. Wie andere Schnirkelschnecken stimulieren sie sich gegenseitig mit einem Liebespfeil. Dieser ist vierkantig, die Basis ist kronenartig erweitert. Die Eier werden dann von Juni bis August in Gruppen von 30 bis 60 Eiern in selbstgegrabenen Erdhöhlen abgelegt. Insgesamt werden pro Tier bis zu 80 Eier pro Jahr abgelegt. Die oval bis leicht elliptischen Eier sind weißlich und mit einer Kalkschale versehen. Sie messen 2,3 bis 2,6 × 2,8 bis 3,1 mm.
Die Jungschnecken schlüpfen nach ca. 3 Wochen als fertige kleine Tierchen aus den Eiern. Sie verlassen die Erdhöhle jedoch erst nach etwa 10 bis 14 Tagen. Das Gehäuse der Jungtiere misst bereits 2,7 bis 2,9 mm im Durchmesser. Die Hain-Bänderschnecke erreicht ein Alter von bis zu acht Jahren.

## Feinde
Die Hain-Bänderschnecke hat eine große Zahl von Feinden. Darunter sind eine ganze Reihe von Vögeln, z. B. Singdrossel, Neuntöter, Elster, Amsel, Star, verschiedene Krähen-Arten, verschiedene Möwen-Arten sowie Enten und Hühnervögel (z. B. der Fasan). Allerdings sind sie wohl nicht die Hauptfeinde, da sie tagaktiv sind und die Schnecken meist nachtaktiv. Einige der genannten Vogel-Arten können die Schnecken nur erbeuten, wenn sie kriechen, d. h., dass diese Arten nur an trüben und feuchten Tagen als nennenswerte Schneckenräuber in Betracht kommen. Drosseln und Elstern öffnen die Gehäuse der Schnecken an sogenannten Drosselschmieden auf größeren Steinen, indem sie die Gehäuse auf die Steine schlagen. Unter den Säugetieren sind der Igel und auch die Spitzmaus zu nennen, die auch Gehäuseschnecken fressen (aber nicht nur die Hain-Bänderschnecke). Vermutlich die meisten Verluste dürften in geeigneten Biotopen Frösche, Molche und Kröten verursachen, die vor allem junge Exemplare ganz verschlucken. Auch unter den Gliederfüßern gibt es Arten, die sich auf Gehäuseschnecken als Beute spezialisiert haben, z. B. die Larve der Leuchtkäfer und verschiedene Schnellkäfer (z. B. Drilus concolor). Räuberisch lebende Schnecken (z. B. die Knoblauch-Glanzschnecke (Oxychilus alliarius)) überfallen auch Gehäuseschnecken.
Die Hain-Bänderschnecke ist Zwischenwirt für den Dachs-Lungenwurm Aelurostrongylus falciformis.

## Trivia
Die Hainschnirkelschnecke ist 2025 in der Schweiz das "Tier des Jahres".